# 道の駅まえばし赤城
道の駅まえばし赤城（みちのえき まえばしあかぎ）は、群馬県前橋市にある国道17号上武道路の道の駅である。

## 概要
群馬県33番目の道の駅として2022年（令和4年）8月5日の第57回登録で登録が行われた。利根川を挟んだ対岸付近の北群馬郡吉岡町には道の駅よしおか温泉が所在する。
防災拠点としての役割の他、持続可能な社会に向けた取り組みも行われるとされている。

## 歴史
- 2021年（令和3年）1月8日 - 着工[3]。
- 2022年（令和4年）8月5日 - 国土交通省より第57回登録において「道の駅まえばし赤城」として登録[1]。
- 2023年（令和5年）3月21日 - 開駅[2][3][4][5]。

## 施設
- 駐車場
  - 小型 414台
  - EV充電スペース 2台
  - 大型 75台
  - 障害者用 8台
  - 自動二輪車 29台
- トイレ
- ベビーコーナー
- 非常用電源
- 備蓄倉庫
- マンホールトイレ
- 公衆電話
- 公衆無線LAN
- サイクルステーション（10:00 - 18:00）
- 会議室・調理室
- ラウンジ
- 展望デッキ
- ドライブスルー
- バナナ農園「Banana Freaks Maebashi」

広場
- 広場
- イベントスペース
- 芝生広場
- ドッグラン（9:00 - 18:00）

情報提供施設
- 観光案内所（10:00 - 18:00）

物販施設
- ふるしゅ
- わぬき屋
- 農畜産物直売所・物産販売所「Akagi FarmLife」（9:00 - 21:00）
- 鮮魚店「前橋赤城鮮魚センター」（10:00 - 19:00）
- ベーカリー「ベーカリーズキッチン オハナ」（8:00 - 19:00）
- コンビニ「セブン-イレブン道の駅まえばし赤城店」（24時間）
- ショップカフェ「Qu」（10:00 - 18:00、火曜定休）
- POPUP STORE （9:00 - 18:00）

加工施設
- The Butter Baum（10:00 - 19:00）

フードコート
- Rocco（11:00 - 20:00）
- うどん処ぬくい（11:00 - 19:00）
- 地産地消食堂 アカギメシ（11:00 - 20:00）
- 前橋・赤城らーめん翔鶴

レストラン・カフェ
- カフェ「Botanical cafe KING-GOD」（11:00 - 22:00）
- レストラン「Hütte Hayashi Restaurant」（8:00 - 17:00）

レジャー
- バーベキュー・デイキャンプ・物販「bacon」（10:00 - 18:00）

入浴施設
- 「まえばし赤城の湯[注釈 1]」（9:00 - 22:00）

## アクセス
- 国道17号（上武道路） - 登録路線

開駅後、上武道路の最寄り交差点付近は渋滞し混雑した状況を呈している。前橋市は上武道路下り線（伊勢崎市・北関東自動車道伊勢崎インターチェンジ方面）および関越自動車道・駒寄スマートインターチェンジからのアクセスとして、群馬県道161号南新井前橋線 - 国道17号現道 - 国道291号 - 群馬県道101号四ツ塚原之郷前橋線を経由するルートや、当駅とJR両毛線・前橋駅を往復する路線バスの利用を検討するよう呼びかけている。

## 周辺
- 新坂東橋
- 道の駅よしおか温泉[注釈 2]